# Campanha na costa de Castillos
A Campanha na Costa de Castillos foi uma operação naval realizada em abril e maio de 1828, último ano da Guerra da Cisplatina, destinada a apoiar uma ofensiva terrestre no Rio da Prata.

## História
Uma vez estabilizada a frente de Yaguarón , o general Juan Antonio Lavalleja , à frente do exército republicano desde a retirada do general Carlos María de Alvear , decidiu pôr em prática uma operação militar, a única que idealizou desde o comando, para avançar sobre o Rio Grande do Sul numa operação que combinaria um desembarque na foz da Lagoa dos Patos com um avanço da cavalaria pela estreita faixa de terra que separa essa lagoa do mar.
A iniciativa era extremamente arriscada. Por um lado, enfraquecia a frente principal e, por outro, exigia uma logística extremamente precisa para garantir o avanço rápido e bem-sucedido da expedição. Uma retirada forçada do Yaguarón, ou qualquer falha ou atraso no avanço, deixaria o exército cercado por terra e mar.
Lavalleja designou à operação os melhores regimentos sob o comando dos coronéis José María Paz e Isidoro Suárez .
Por sua vez, em março, o governo argentino ordenou a Guillermo Brown que organizasse os recursos necessários para apoiar a iniciativa. Brown, apesar da extrema fragilidade de seus recursos, ordenou a Tomás Espora que procedesse ao alistamento de uma divisão. Ela teria dois navios: o 8 de Febrero (antigo Januaria), capturado do inimigo na Batalha de Juncal , e o Unión . Espora assumiu o comando do primeiro, com o sargento-mor Antonio Toll como seu segundo em comando , enquanto o tenente da Marinha Guillermo Méndez comandaria o Unión.
O plano previa que Espora estabeleceria contato em Santa Teresa, entre Punta Castillos e Chuy, com o comandante da milícia de Maldonado , Leonardo Olivera, com quem coordenaria as ações subsequentes. Olivera então se juntaria à força principal sob o comando do General Paz, enquanto Espora cruzaria a costa entre Castillos e Río Grande, obstruindo qualquer tentativa da Marinha Imperial de operar no flanco republicano exposto.
Às 21h do dia 7 de abril de 1828, o Espora zarpou de Balizas Exteriores. No dia 10, travou um tiroteio com o Carioca , mas conseguiu escapar da maior parte da divisão bloqueadora e continuou sua perseguição por 16 horas. Contudo, o Unión era menos veloz e foi capturado pela divisão do Comandante Sena Pereira, cerca de 32 quilômetros ao sul da Ilha de Lobos (Uruguai) .
Em 16 de abril, Espora chegou a Santa Teresa e, seguindo suas instruções, içou sinais de reconhecimento sem receber resposta de terra. No dia seguinte, repetiu-os e, quando foram respondidos, enviou uma lancha com um oficial. No entanto, o Coronel Olivera havia deixado a cidade sem deixar nenhuma instrução. No dia 18, Espora navegou ao longo da costa até Castillos. Ao anoitecer do dia 20, foi surpreendido pelo Caboclo , que, antes de recuar, disparou duas salvas, matando um homem e ferindo outro.
No dia 24, novamente ao largo de Santa Teresa, repetiu sem sucesso os sinais de reconhecimento e, às 9h, despachou um barco sob o comando do Capitão Raymond. Uma violenta tempestade naufragou o barco nas ondas e afastou o Espora da costa.
Durante dez dias, ele permaneceu navegando entre Castillos e Santa Teresa. Em 3 de maio, realizou um conselho de guerra a bordo, decidindo aproximar-se da praia e recuperar o barco. Caso não obtivesse sucesso, rumaria para o norte, tentaria capturar um navio inimigo para reabastecer a União e, em seguida, retornaria para executar as instruções recebidas.
Incapazes de obter qualquer notícia, seguiram o curso de ação determinado. No dia 6, avistaram o Rio Grande e, no dia 9, capturaram um brigue brasileiro com 7.000 arrobas de açúcar, 3.000 arrobas de café e várias centenas de rolos de tabaco, que Granville e Campbell transportaram em segurança para o porto de Salado.
Após entrarem no Golfo de Santa Catalina, iniciaram a viagem de retorno devido à escassez de suprimentos. Em 25 de maio, chegaram a Santa Teresa, mas a expedição já havia fracassado. Espora continuou sua viagem, mas em 29 de maio se viu nas águas de Samborombón , no centro da frota imperial de bloqueio sob o comando do capitão de fragata Juan Francisco de Oliveira Botas, com 10 navios, 129 canhões e 1.200 homens.
Na Batalha de Arregui , travada nos dias 29 e 30 de maio de 1828, Espora resistiu até esgotar suas munições e após conseguir evacuar sua tripulação, rendeu o navio, já destruído, sendo feito prisioneiro.